# A Death Note fejezeteinek listája

A Death Note manga 1. kötete magyar kiadásának borítója

Ez a lista az Óba Cugumi által írt és Obata Takesi által rajzolt Death Note mangasorozat fejezeteit sorolja fel. A Death Note fejezetei első alkalommal a Shueisha által kiadott Súkan Sónen Jump című magazinban jelentek meg Japánban 2003 decembere és 2006 májusa között. A magazinban a sorozatnak összesen 108 fejezete jelent meg, melyeket később tizenkét tankóbon kötetbe gyűjtve is kiadtak. A manga kiadásának jogait a Viz Media birtokolja Észak-Amerikában. A Death Note első angol nyelvű kötete 2005. október 4-én, utolsó kötete pedig 2007. július 3-án jelent meg. Magyarországon a MangaFan gondozásában került kiadásra, első kötete 2008 júliusában, az utolsó kötete pedig 2011 decemberében jelent meg. A mangasorozaton kívül 2008 februárjában, a Súkan Sónen Jump 11. számában megjelent egy egyrészes történet is, mely néhány évvel az eredeti sorozat eseményei után játszódik.
A sorozat utolsó, 12. kötetének megjelenése után három hónappal, 2006. október 13-án a Shueisha kiadott egy 13. kalauzkötetet is Death Note: How to Read címmel. A kalauz összegyűjtött és rendszerezett információkat, a szereplők adatlapjait, kulisszatitkokat valamint interjúkat tartalmazott a sorozat alkotóival. A 13. kötet első kiadását egy különleges dioráma-csomagban lehetett megvásárolni, mely öt ujjra húzható játékbábút is tartalmazott, amik a sorozat egyik fiatal főszereplőjének, Nearnek a játékait idézték. Az öt báb Kirát, L-t, Miszát, Mellót és Neart ábrázolta. A Viz 2008. február 19-én szintén kiadta a 13. kötetet angol nyelven.

## Kötetek
| Kötet | Cím | Cím | Megjelenési dátum                                                                       | Megjelenési dátum                                                                       |  |
| Kötet | Magyar | Japán | Japán                                                                                   | Magyar                                                                                  |  |
| ----- | --- | --- | --------------------------------------------------------------------------------------- | --------------------------------------------------------------------------------------- |  |
|       | | |                                                                                         |                                                                                         |  |
| 1     | Unalom | Taikucu (退屈; Hepburn: Taikutsu) | 2004. április 2.                                                                        | 2008. július 12.                                                                        |  |
| 1     | Fejezetek - 001. Taikucu (退屈; Hepburn: Taikutsu) - 002. Eru (L; Hepburn: Eru) - 003. Kazoku (家族; Hepburn: Kazoku) - 004. Denrjú (電流; Hepburn: Denryū) - 005. Gankjú (眼球; Hepburn: Gankyū) - 006. Szósza (操作; Hepburn: Sōsa) - 007. Hjóteki (標的; Hepburn: Hyōteki)                                                                                                | Fejezetek - 001. Taikucu (退屈; Hepburn: Taikutsu) - 002. Eru (L; Hepburn: Eru) - 003. Kazoku (家族; Hepburn: Kazoku) - 004. Denrjú (電流; Hepburn: Denryū) - 005. Gankjú (眼球; Hepburn: Gankyū) - 006. Szósza (操作; Hepburn: Sōsa) - 007. Hjóteki (標的; Hepburn: Hyōteki)                                                                                                | Szereplő(k) a borítón - Jagami Light - Ryuk Oldalszám 200 200                           | Szereplő(k) a borítón - Jagami Light - Ryuk Oldalszám 200 200                           |  |
| 1     | ISBN: ISBN 4-08-873621-4 ISBN 978-963-9794-12-2 | |                                                                                         |                                                                                         |  |
|       | | |                                                                                         |                                                                                         |  |
| 2     | Találkozás | Górjú (合流; Hepburn: Gōryū) | 2004. július 2.                                                                         | 2008. szeptember 27.                                                                    |  |
| 2     | Fejezetek - 008 Onna (女; Hepburn: Onna) - 009 Ana (穴; Hepburn: Ana) - 010 Górjú (合流; Hepburn: Gōryū) - 011 Hitocu (一; Hepburn: Hitotsu) - 012 Kami (神; Hepburn: Kami) - 013 Bjójomi (秒読; Hepburn: Byōyomi) - 014 Júvaku (誘惑; Hepburn: Yūwaku) - 015 Denva (電話; Hepburn: Denwa) - 016 Szakadacsi (逆立; Hepburn: Sakadachi)                                       | Fejezetek - 008 Onna (女; Hepburn: Onna) - 009 Ana (穴; Hepburn: Ana) - 010 Górjú (合流; Hepburn: Gōryū) - 011 Hitocu (一; Hepburn: Hitotsu) - 012 Kami (神; Hepburn: Kami) - 013 Bjójomi (秒読; Hepburn: Byōyomi) - 014 Júvaku (誘惑; Hepburn: Yūwaku) - 015 Denva (電話; Hepburn: Denwa) - 016 Szakadacsi (逆立; Hepburn: Sakadachi)                                       | Szereplő(k) a borítón - L Oldalszám 200 196                                             | Szereplő(k) a borítón - L Oldalszám 200 196                                             |  |
| 2     | ISBN: ISBN 4-08-873631-1 ISBN 978-963-9794-13-9 | |                                                                                         |                                                                                         |  |
|       | | |                                                                                         |                                                                                         |  |
| 3     | Menyasszony | Gekiszó (激走; Hepburn: Gekisō) | 2004. szeptember 3.                                                                     | 2008. december 7.                                                                       |  |
| 3     | Fejezetek - 017 Gomi (芥; Hepburn: Gomi) - 018 Siszen (視線; Hepburn: Shisen) - 019 Kucudzsoku (屈辱; Hepburn: Kutsujoku) - 020 Szente (先手; Hepburn: Sente) - 021 Urahara (裏腹; Hepburn: Urahara) - 022 Fukó (不幸; Hepburn: Fukō) - 023 Gekiszó (激走; Hepburn: Gekisō) - 024 Tate (盾; Hepburn: Tate) - 025 Baka (馬鹿; Hepburn: Baka)                                  | Fejezetek - 017 Gomi (芥; Hepburn: Gomi) - 018 Siszen (視線; Hepburn: Shisen) - 019 Kucudzsoku (屈辱; Hepburn: Kutsujoku) - 020 Szente (先手; Hepburn: Sente) - 021 Urahara (裏腹; Hepburn: Urahara) - 022 Fukó (不幸; Hepburn: Fukō) - 023 Gekiszó (激走; Hepburn: Gekisō) - 024 Tate (盾; Hepburn: Tate) - 025 Baka (馬鹿; Hepburn: Baka)                                  | Szereplő(k) a borítón - Ryuk Oldalszám 200 200                                          | Szereplő(k) a borítón - Ryuk Oldalszám 200 200                                          |  |
| 3     | ISBN: ISBN 4-08-873652-4 ISBN 978-963-9794-14-6 | |                                                                                         |                                                                                         |  |
|       | | |                                                                                         |                                                                                         |  |
| 4     | Szerelem | Koigokoro (恋心) | 2004. november 4.                                                                       | 2009. március 31.                                                                       |  |
| 4     | Fejezetek - 026 Tentó (転倒; Hepburn: Tentō) - 027 Koigokoro (恋心; Hepburn: Koigokoro) - 028 Hantei (判定; Hepburn: Hantei) - 029 Buki (武器; Hepburn: Buki) - 030 Bakudan (爆弾; Hepburn: Bakudan) - 031 Kantan (簡単; Hepburn: Kantan) - 032 Kake (賭; Hepburn: Kake) - 033 Idó (移動; Hepburn: Idō) - 034 Tósin (投身; Hepburn: Tōshin)                                  | Fejezetek - 026 Tentó (転倒; Hepburn: Tentō) - 027 Koigokoro (恋心; Hepburn: Koigokoro) - 028 Hantei (判定; Hepburn: Hantei) - 029 Buki (武器; Hepburn: Buki) - 030 Bakudan (爆弾; Hepburn: Bakudan) - 031 Kantan (簡単; Hepburn: Kantan) - 032 Kake (賭; Hepburn: Kake) - 033 Idó (移動; Hepburn: Idō) - 034 Tósin (投身; Hepburn: Tōshin)                                  | Szereplő(k) a borítón - Amane Misza - Rem Oldalszám 208 200                             | Szereplő(k) a borítón - Amane Misza - Rem Oldalszám 208 200                             |  |
| 4     | ISBN: ISBN 4-08-873671-0 ISBN 978-963-9794-15-3 | |                                                                                         |                                                                                         |  |
|       | | |                                                                                         |                                                                                         |  |
| 5     | Apa és Fiú | Hakusi (白紙; Hepburn: Hakushi) | 2005. február 4.                                                                        | 2009. augusztus 21.                                                                     |  |
| 5     | Fejezetek - 035 Hakusi (白紙; Hepburn: Hakushi) - 036 Ojako (親子; Hepburn: Oyako) - 037 Hacsinin (八人; Hepburn: Hachinin) - 038 Dageki (打撃; Hepburn: Dageki) - 039 Ribecu (離別; Hepburn: Ribetsu) - 040 Nakama (仲間; Hepburn: Nakama) - 041 Macuda (松田; Hepburn: Matsuda) - 042 Tengoku (天国; Hepburn: Tengoku) - 043 Kuro (黒; Hepburn: Kuro)                      | Fejezetek - 035 Hakusi (白紙; Hepburn: Hakushi) - 036 Ojako (親子; Hepburn: Oyako) - 037 Hacsinin (八人; Hepburn: Hachinin) - 038 Dageki (打撃; Hepburn: Dageki) - 039 Ribecu (離別; Hepburn: Ribetsu) - 040 Nakama (仲間; Hepburn: Nakama) - 041 Macuda (松田; Hepburn: Matsuda) - 042 Tengoku (天国; Hepburn: Tengoku) - 043 Kuro (黒; Hepburn: Kuro)                      | Szereplő(k) a borítón - Jagami Light - L - Amane Misza - Rem Oldalszám 208 208          | Szereplő(k) a borítón - Jagami Light - L - Amane Misza - Rem Oldalszám 208 208          |  |
| 5     | ISBN: ISBN 4-08-873774-1 ISBN 978-963-9794-16-0 | |                                                                                         |                                                                                         |  |
|       | | |                                                                                         |                                                                                         |  |
| 6     | Csere | Kókan (交換; Hepburn: Kōkan) | 2005. április 4.                                                                        | 2009. november 12.                                                                      |  |
| 6     | Fejezetek - 044 Atocugi (後継; Hepburn: Atotsugi) - 045 Mucsa (無茶; Hepburn: Mucha) - 046 Fumuki (不向; Hepburn: Fumuki) - 047 Szakibasiri (先走; Hepburn: Sakibashiri) - 048 Kókan (交換; Hepburn: Kōkan) - 049 Ueki (植木; Hepburn: Ueki) - 050 Jocuba (四葉; Hepburn: Yotsuba) - 051 Gonin (誤認; Hepburn: Gonin) - 052 Szundome (寸止; Hepburn: Sundome)                | Fejezetek - 044 Atocugi (後継; Hepburn: Atotsugi) - 045 Mucsa (無茶; Hepburn: Mucha) - 046 Fumuki (不向; Hepburn: Fumuki) - 047 Szakibasiri (先走; Hepburn: Sakibashiri) - 048 Kókan (交換; Hepburn: Kōkan) - 049 Ueki (植木; Hepburn: Ueki) - 050 Jocuba (四葉; Hepburn: Yotsuba) - 051 Gonin (誤認; Hepburn: Gonin) - 052 Szundome (寸止; Hepburn: Sundome)                | Szereplő(k) a borítón - Jagami Light - Ryuk - Rem Oldalszám 224 200                     | Szereplő(k) a borítón - Jagami Light - Ryuk - Rem Oldalszám 224 200                     |  |
| 6     | ISBN: ISBN 4-08-873795-4 ISBN 978-963-9794-17-7 | |                                                                                         |                                                                                         |  |
|       | | |                                                                                         |                                                                                         |  |
| 7     | Helyzet | Zero (零) | 2005. július 4.                                                                         | 2010. június 12.                                                                        |  |
| 7     | Fejezetek - 053 Himei (悲鳴; Hepburn: Himei) - 054 Naka (中; Hepburn: Naka) - 055 Szózó (創造; Hepburn: Sōzō) - 056 Hójó (抱擁; Hepburn: Hōyō) - 057 Nitaku (二択; Hepburn: Nitaku) - 058 Kjócsú (胸中; Hepburn: Kyōchū) - 059 Zero (零; Hepburn: Zero) - 060 Júkai (誘拐; Hepburn: Yūkai) - 061 Niban (二番; Hepburn: Niban)                                                | Fejezetek - 053 Himei (悲鳴; Hepburn: Himei) - 054 Naka (中; Hepburn: Naka) - 055 Szózó (創造; Hepburn: Sōzō) - 056 Hójó (抱擁; Hepburn: Hōyō) - 057 Nitaku (二択; Hepburn: Nitaku) - 058 Kjócsú (胸中; Hepburn: Kyōchū) - 059 Zero (零; Hepburn: Zero) - 060 Júkai (誘拐; Hepburn: Yūkai) - 061 Niban (二番; Hepburn: Niban)                                                | Szereplő(k) a borítón - L Oldalszám 216 218                                             | Szereplő(k) a borítón - L Oldalszám 216 218                                             |  |
| 7     | ISBN: ISBN 4-08-873830-6 ISBN 978-963-9794-38-2 | |                                                                                         |                                                                                         |  |
|       | | |                                                                                         |                                                                                         |  |
| 8     | Célpont | Mato (的) | 2005. szeptember 2.                                                                     | 2010. október 2.                                                                        |  |
| 8     | Fejezetek - 062 Kecudan (決断; Hepburn: Ketsudan) - 063 Mato (的; Hepburn: Mato) - 064 Csokkaku (直角; Hepburn: Chokkaku) - 065 Szekinin (責任; Hepburn: Sekinin) - 066 Sibó (死亡; Hepburn: Shibō) - 067 Botan (釦; Hepburn: Botan) - 068 Hakken (発見; Hepburn: Hakken) - 069 Hisó (飛翔; Hepburn: Hishō) - 070 Miburui (身震; Hepburn: Miburui)                           | Fejezetek - 062 Kecudan (決断; Hepburn: Ketsudan) - 063 Mato (的; Hepburn: Mato) - 064 Csokkaku (直角; Hepburn: Chokkaku) - 065 Szekinin (責任; Hepburn: Sekinin) - 066 Sibó (死亡; Hepburn: Shibō) - 067 Botan (釦; Hepburn: Botan) - 068 Hakken (発見; Hepburn: Hakken) - 069 Hisó (飛翔; Hepburn: Hishō) - 070 Miburui (身震; Hepburn: Miburui)                           | Szereplő(k) a borítón - Mello Oldalszám 208 186                                         | Szereplő(k) a borítón - Mello Oldalszám 208 186                                         |  |
| 8     | ISBN: ISBN 4-08-873852-7 ISBN 978-963-9794-39-9 | |                                                                                         |                                                                                         |  |
|       | | |                                                                                         |                                                                                         |  |
| 9     | Kontakt | Szessoku (接触; Hepburn: Sesshoku) | 2005. december 2.                                                                       | 2010. december 18.                                                                      |  |
| 9     | Fejezetek - 071 Szessoku (接触; Hepburn: Sesshoku) - 072 Kakunin (確認; Hepburn: Kakunin) - 073 Haiszui (背水; Hepburn: Haisui) - 074 Necuen (熱演; Hepburn: Netsuen) - 075 Nincsi (認知; Hepburn: Ninchi) - 076 Aiszacu (挨拶; Hepburn: Aisatsu) - 077 Rijó (利用; Hepburn: Riyō) - 078 Joszoku (予測; Hepburn: Yosoku) - 079 Siradzsira (白々; Hepburn: Shirajira)         | Fejezetek - 071 Szessoku (接触; Hepburn: Sesshoku) - 072 Kakunin (確認; Hepburn: Kakunin) - 073 Haiszui (背水; Hepburn: Haisui) - 074 Necuen (熱演; Hepburn: Netsuen) - 075 Nincsi (認知; Hepburn: Ninchi) - 076 Aiszacu (挨拶; Hepburn: Aisatsu) - 077 Rijó (利用; Hepburn: Riyō) - 078 Joszoku (予測; Hepburn: Yosoku) - 079 Siradzsira (白々; Hepburn: Shirajira)         | Szereplő(k) a borítón - Near Oldalszám 200 196                                          | Szereplő(k) a borítón - Near Oldalszám 200 196                                          |  |
| 9     | ISBN: ISBN 4-08-873887-X ISBN 978-963-9794-40-5 | |                                                                                         |                                                                                         |  |
|       | | |                                                                                         |                                                                                         |  |
| 10    | Törlés | Szakudzso (削除; Hepburn: Sakujo) | 2006. február 3.                                                                        | 2011. május 14.                                                                         |  |
| 10    | Fejezetek - 080 Szódzsi (掃除; Hepburn: Sōji) - 081 Cúkoku (通告; Hepburn: Tsūkoku) - 082 Dzsibun (自分; Hepburn: Jibun) - 083 Szakudzso (削除; Hepburn: Sakujo) - 084 Gúzen (偶然; Hepburn: Gūzen) - 085 Tószen (当選; Hepburn: Tōsen) - 086 Nihon (日本; Hepburn: Nihon) - 087 Asita (明日; Hepburn: Ashita) - 088 Kaiva (会話; Hepburn: Kaiwa)                            | Fejezetek - 080 Szódzsi (掃除; Hepburn: Sōji) - 081 Cúkoku (通告; Hepburn: Tsūkoku) - 082 Dzsibun (自分; Hepburn: Jibun) - 083 Szakudzso (削除; Hepburn: Sakujo) - 084 Gúzen (偶然; Hepburn: Gūzen) - 085 Tószen (当選; Hepburn: Tōsen) - 086 Nihon (日本; Hepburn: Nihon) - 087 Asita (明日; Hepburn: Ashita) - 088 Kaiva (会話; Hepburn: Kaiwa)                            | Szereplő(k) a borítón - Near - Mello - Jagami Light Oldalszám 192 200                   | Szereplő(k) a borítón - Near - Mello - Jagami Light Oldalszám 192 200                   |  |
| 10    | ISBN: ISBN 4-08-874018-1 ISBN 978-963-9794-41-2 | |                                                                                         |                                                                                         |  |
|       | | |                                                                                         |                                                                                         |  |
| 11    | Egyetértés | Dósin (同心; Hepburn: Dōshin) | 2006. május 2.                                                                          | 2011. augusztus 1.                                                                      |  |
| 11    | Fejezetek - 089 Dósin (同心; Hepburn: Dōshin) - 090 Jokoku (予告; Hepburn: Yokoku) - 091 Teisi (停止; Hepburn: Teishi) - 092 Joru (夜; Hepburn: Yoru) - 093 Kettei (決定; Hepburn: Kettei) - 094 Szoto (外; Hepburn: Soto) - 095 Nattoku (納得; Hepburn: Nattoku) - 096 Ippó (一方; Hepburn: Ippō) - 097 Iroiro (色々; Hepburn: Iroiro) - 098 Zen'in (全員; Hepburn: Zen'in) | Fejezetek - 089 Dósin (同心; Hepburn: Dōshin) - 090 Jokoku (予告; Hepburn: Yokoku) - 091 Teisi (停止; Hepburn: Teishi) - 092 Joru (夜; Hepburn: Yoru) - 093 Kettei (決定; Hepburn: Kettei) - 094 Szoto (外; Hepburn: Soto) - 095 Nattoku (納得; Hepburn: Nattoku) - 096 Ippó (一方; Hepburn: Ippō) - 097 Iroiro (色々; Hepburn: Iroiro) - 098 Zen'in (全員; Hepburn: Zen'in) | Szereplő(k) a borítón - Mikami Teru - Ryuk Oldalszám 216 208                            | Szereplő(k) a borítón - Mikami Teru - Ryuk Oldalszám 216 208                            |  |
| 11    | ISBN: ISBN 4-08-874041-6 ISBN 978-963-9794-42-9 | |                                                                                         |                                                                                         |  |
|       | | |                                                                                         |                                                                                         |  |
| 12    | Vége | Kan (完) | 2006. július 4.                                                                         | 2011. december 10.                                                                      |  |
| 12    | Fejezetek - 099 Futari (二人; Hepburn: Futari) - 100 Taimen (対面; Hepburn: Taimen) - 101 Júdó (誘導; Hepburn: Yūdō) - 102 Gaman (我慢; Hepburn: Gaman) - 103 Szengen (宣言; Hepburn: Sengen) - 104 Kotae (答; Hepburn: Kotae) - 105 Muri (無理; Hepburn: Muri) - 106 Szacui (殺意; Hepburn: Satsui) - 107 Maku (幕; Hepburn: Maku) - 108 Kan (完; Hepburn: Kan)             | Fejezetek - 099 Futari (二人; Hepburn: Futari) - 100 Taimen (対面; Hepburn: Taimen) - 101 Júdó (誘導; Hepburn: Yūdō) - 102 Gaman (我慢; Hepburn: Gaman) - 103 Szengen (宣言; Hepburn: Sengen) - 104 Kotae (答; Hepburn: Kotae) - 105 Muri (無理; Hepburn: Muri) - 106 Szacui (殺意; Hepburn: Satsui) - 107 Maku (幕; Hepburn: Maku) - 108 Kan (完; Hepburn: Kan)             | Szereplő(k) a borítón - Jagami Light - L - Amane Misza - Mello - Near Oldalszám 216 210 | Szereplő(k) a borítón - Jagami Light - L - Amane Misza - Mello - Near Oldalszám 216 210 |  |
| 12    | ISBN: ISBN 4-08-874131-5 helytelen ISBN kód: 978-963-9794-43-1 | |                                                                                         |                                                                                         |  |